# Superliga Brasileira de Voleibol Masculino de 2023 - Série C
A Superliga Brasileira de Voleibol Masculino de 2023 - Série C foi a sexta edição desta competição organizada pela Confederação Brasileira de Voleibol. Trata-se da terceira divisão do Campeonato Brasileiro de Voleibol Masculino, a principal competição entre clubes de voleibol masculino do Brasil. A Superliga C substituiu a extinta Taça Prata.

## Regulamento
A Superliga Série C de 2023 contou com a presença de 37 equipes distribuídas em cinco sedes. Sedes com até seis equipes jogaram entre si, em turno único em sistema de pontos corridos. Sedes com mais de sete equipes foram divididas em dois grupos, com os dois melhores avançando a final.
As equipes campeãs em cada sede na Superliga Série C de 2023 terão direito a habilitação para a Superliga Série B de 2024, desde que cumpram as exigências constantes no regulamento da competição.
As equipes do Sada Cruzeiro Vôlei, Voleibol Alta Floresta, Vôlei Natal/Shiro, Amavolei Maringá e Juiz de Fora Vôlei conquistaram os seus grupos, como não há disputa direta entre elas, as equipes são consideradas campeãs da edição.

### Critérios de classificação nos grupos
1. Número de vitórias;
2. Pontos;
3. Razão de sets;
4. Razão de pontos;
5. Resultado da última partida entre os times empatados.

- Placar de 3–0 ou 3–1: 3 pontos para o vencedor, nenhum para o perdedor;
- Placar de 3–2: 2 pontos para o vencedor, 1 para o perdedor.
- Em caso de desistência de uma equipe durante a competição, ela será declarada perdedora pela contagem de 3 x 0 (25x00, 25x00, 25x00) em todos os jogos previstos para sua equipe na tabela, para fins de classificação.

## Locais das partidas
| Pará de Minas             | Alta Floresta            | Brasília          | Natal                | Maringá            | São Sebastião            |
| ------------------------- | ------------------------ | ----------------- | -------------------- | ------------------ | ------------------------ |
| Ginásio Praça de Esportes | Ginásio do Pezão         | Sesc Ceilândia    | Palácio dos Esportes | Ginásio Chico Neto | Ginásio do Cascalho      |
| Capacidade: Desconhecido  | Capacidade: Desconhecido | Capacidade: 1.200 | Capacidade: 1.000    | Capacidade: 4.800  | Capacidade: Desconhecido |

## Equipes participantes
Segue abaixo a lista das equipes participantes da Superliga Série C de 2023.
| Sede                   | Grupo                         | Equipe               | Cidade                   | Temporada 2022 |
| ---------------------- | ----------------------------- | -------------------- | ------------------------ | -------------- |
| Pará de Minas (MG)     |                               |                      |                          |                |
| –                      | Pará de Minas                 | Pará de Minas        | Estreante                |                |
| –                      | Pro Esporte/CPV               | Itabirito            | 8º na Sede Teófilo Otoni |                |
| –                      | Nova Serrana Olímpica         | Nova Serrana         | Estreante                |                |
| –                      | Instituto João Paulo/PH Vôlei | Betim                | 7º na Sede Teófilo Otoni |                |
| –                      | Sada Cruzeiro Vôlei           | Belo Horizonte       | Estreante                |                |
| –                      | SESI/Bauru                    | Bauru                | 4º na Sede Timbó         |                |
| Natal (RN)             |                               |                      |                          |                |
| A                      |                               |                      |                          |                |
| Vôlei Shiro            | Natal                         | Estreante            |                          |                |
| URFN/Alecrim/Afravôlei | Natal                         | Estreante            |                          |                |
| Clube Campestre        | Campina Grande                | 4º na Sede Manaus    |                          |                |
| AABB São Luis          | São Luís                      | Estreante            |                          |                |
| B                      |                               |                      |                          |                |
| Desportivo Rio Grande  | Parnamirim                    | –                    |                          |                |
| Desportivo Pernambuco  | Recife                        | Estreante            |                          |                |
| Santa Cruz Vôlei       | Recife                        | 8º na Sede Manaus    |                          |                |
| Sana Volley            | Fortaleza                     | Estreante            |                          |                |
| Team Vini Vôlei        | Aracaju                       | Estreante            |                          |                |
| Alta Floresta (MT)     |                               |                      |                          |                |
| –                      | CFA/Voleibol Alta Floresta    | Alta Floresta        | 6º na Sede Manaus        |                |
| –                      | Estrela do Norte/Ulbra        | Manaus               | Estreante                |                |
| –                      | Apade Vôlei                   | Belém                | 5º na Sede Manaus        |                |
| –                      | Cidade Viva Vôlei             | Lucas do Rio Verde   | 7º na Sede Brasília      |                |
| –                      | Phoenix Vôlei/Meiva           | Belém                | Estreante                |                |
| –                      | Brasília (DF)                 |                      |                          |                |
| –                      | UPIS/Brasília Vôlei           | Brasília             | 4º na Sede Brasília      |                |
| –                      | Mais Vôlei Brasília/Olimpo    | Brasília             | Estreante                |                |
| –                      | UNIRV/AERV                    | Rio Verde            | Estreante                |                |
| –                      | ACE/Aparecida Vôlei           | Aparecida de Goiânia | Estreante                |                |
| –                      | Real Brasiliense              | Brasília             | Estreante                |                |
| –                      | Kandangos Vôlei               | Brasília             | 2º na Sede Brasília      |                |
| Maringá (PR)           |                               |                      |                          |                |
| –                      | Maringá Vôlei/Unimed          | Maringá              | Estreante                |                |
| –                      | Iacanga Vôlei/PM/IFC          | Iacanga              | –                        |                |
| –                      | Capixaba Vôlei                | Vitória              | Estreante                |                |
| –                      | Itapema Vôlei                 | Itapema              | Estreante                |                |
| –                      | Flamengo Vôlei                | Rio de Janeiro       | Estreante                |                |
| –                      | Climed/Atibaia                | Atibaia              | 2º na Sede Teófilo Otoni |                |
| São Sebastião (SP)     |                               |                      |                          |                |
| –                      | São Sebastião/Instituto Obi   | São Sebastião        | Estreante                |                |
| –                      | EC Praia Grande               | Praia Grande         | –                        |                |
| –                      | Itapagipe                     | Itapagipe            | Estreante                |                |
| –                      | Fundesport/Araraquara         | Araraquara           | 5º na Sede Timbó         |                |
| –                      | Juiz de Fora Vôlei            | Juiz de Fora         | 10º na Superliga B       |                |

## Resultados

### Critérios de desempate
O critério de desempate, entre duas ou mais equipes, obedecerá aos seguintes critérios pela ordem:
- Número de Vitórias;
- Sets average;
- Pontos average;
- Confronto direto (caso haja empate entre duas equipes).
- Sorteio (cujas normas de realização serão definidas pela CBV).

|  | Classificado à Superliga B de 2024 |
|  | Classificado para as semifinais    |

### Sede Pará de Minas
|     |                               |     | Jogos | Jogos | Jogos | Resultados | Resultados | Resultados | Resultados | Resultados | Resultados | Sets | Sets | Sets   | Pontos | Pontos | Pontos |
| Pos | Equipe                        | Pts | T     | V     | D     | 3–0        | 3–1        | 3–2        | 2–3        | 1–3        | 0–3        | V    | P    | R      | V      | P      | R      |
| --- | ----------------------------- | --- | ----- | ----- | ----- | ---------- | ---------- | ---------- | ---------- | ---------- | ---------- | ---- | ---- | ------ | ------ | ------ | ------ |
| 1   | Sada Cruzeiro Vôlei           | 15  | 5     | 5     | 0     | 4          | 1          | 0          | 0          | 0          | 0          | 15   | 1    | 15,000 | 397    | 190    | 2.089  |
| 2   | SESI/Bauru                    | 12  | 5     | 4     | 1     | 4          | 0          | 0          | 0          | 1          | 0          | 13   | 3    | 4.333  | 371    | 243    | 1.527  |
| 3   | Pará de Minas                 | 9   | 5     | 3     | 2     | 2          | 1          | 0          | 0          | 0          | 2          | 9    | 7    | 1.286  | 337    | 288    | 1.170  |
| 4   | Instituto João Paulo/PH Vôlei | 6   | 5     | 2     | 3     | 2          | 0          | 0          | 0          | 1          | 2          | 7    | 9    | 0.778  | 329    | 296    | 1.111  |
| 5   | Pro Esporte/CPV               | 3   | 5     | 1     | 4     | 1          | 0          | 0          | 0          | 0          | 4          | 3    | 12   | 0.250  | 258    | 300    | 0.860  |
| 6   | Nova Serrana Olímpica         | 0   | 5     | 0     | 5     | 0          | 0          | 0          | 0          | 0          | 5          | 0    | 15   | 0,000  | 0      | 375    | 0,000  |

 Nota: Nova Serrana Olímpica desistiu da competição.
| Data   | Hora  |                               | Placar |                               | Set 1 | Set 2 | Set 3 | Set 4 | Set 5 | Total | Relatório |
| ------ | ----- | ----------------------------- | ------ | ----------------------------- | ----- | ----- | ----- | ----- | ----- | ----- | --------- |
| 01 nov | 15:00 | Instituto João Paulo/PH Vôlei | 3–0    | Nova Serrana Olímpica         | 25–0  | 25–0  | 25–0  |       |       | 75–0  |           |
| 01 nov | 17:00 | Sada Cruzeiro Vôlei           | 3–0    | Pro Esporte/CPV               | 25–15 | 25–13 | 25–11 |       |       | 75–39 |           |
| 01 nov | 19:00 | Pará de Minas                 | 0–3    | SESI/Bauru                    | 17–25 | 16–25 | 18–25 |       |       | 51–75 |           |
| 02 nov | 15:00 | Nova Serrana Olímpica         | 0–3    | Pro Esporte/CPV               | 0–25  | 0–25  | 0–25  |       |       | 0–75  |           |
| 02 nov | 17:00 | Instituto João Paulo/PH Vôlei | 0–3    | SESI/Bauru                    | 16–25 | 23–25 | 12–25 |       |       | 51–75 |           |
| 02 nov | 19:00 | Pará de Minas                 | 0–3    | Sada Cruzeiro Vôlei           | 15–25 | 14–25 | 12–25 |       |       | 41–75 |           |
| 03 nov | 15:00 | Pro Esporte/CPV               | 0–3    | SESI/Bauru                    | 21–25 | 13–25 | 10–25 |       |       | 44–75 |           |
| 03 nov | 17:00 | Nova Serrana Olímpica         | 0–3    | Sada Cruzeiro Vôlei           | 0–25  | 0–25  | 0–25  |       |       | 0–75  |           |
| 03 nov | 19:00 | Pará de Minas                 | 3–1    | Instituto João Paulo/PH Vôlei | 25–19 | 25–19 | 17–25 | 28–26 |       | 95–89 |           |
| 04 nov | 13:00 | Pará de Minas                 | 3–0    | Nova Serrana Olímpica         | 25–0  | 25–0  | 25–0  |       |       | 75–0  |           |
| 04 nov | 15:00 | SESI/Bauru                    | 1–3    | Sada Cruzeiro Vôlei           | 25–22 | 20–25 | 17–25 | 9–25  |       | 71–97 |           |
| 04 nov | 17:00 | Pro Esporte/CPV               | 0–3    | Instituto João Paulo/PH Vôlei | 10–25 | 18–25 | 23–25 |       |       | 51–75 |           |
| 05 nov | 08:00 | SESI/Bauru                    | 3–0    | Nova Serrana Olímpica         | 25–0  | 25–0  | 25–0  |       |       | 75–0  |           |
| 05 nov | 09:00 | Sada Cruzeiro Vôlei           | 3–0    | Instituto João Paulo/PH Vôlei | 25–15 | 25–10 | 25–14 |       |       | 75–39 | Relatório |
| 05 nov | 11:00 | Pará de Minas                 | 3–0    | Pro Esporte/CPV               | 25–14 | 25–19 | 25–16 |       |       | 75–49 |           |

### Sede Alta Floresta
|     |                        |     | Jogos | Jogos | Jogos | Resultados | Resultados | Resultados | Resultados | Resultados | Resultados | Sets | Sets | Sets  | Pontos | Pontos | Pontos |
| Pos | Equipe                 | Pts | T     | V     | D     | 3–0        | 3–1        | 3–2        | 2–3        | 1–3        | 0–3        | V    | P    | R     | V      | P      | R      |
| --- | ---------------------- | --- | ----- | ----- | ----- | ---------- | ---------- | ---------- | ---------- | ---------- | ---------- | ---- | ---- | ----- | ------ | ------ | ------ |
| 1   | Voleibol Alta Floresta | 12  | 4     | 4     | 0     | 4          | 0          | 0          | 0          | 0          | 0          | 12   | 0    | MAX   | 306    | 183    | 1.672  |
| 2   | Apade Vôlei            | 9   | 4     | 3     | 1     | 2          | 1          | 0          | 0          | 0          | 1          | 9    | 4    | 2.250 | 315    | 237    | 1.329  |
| 3   | Cidade Viva Vôlei      | 6   | 4     | 2     | 2     | 1          | 1          | 0          | 0          | 0          | 2          | 6    | 7    | 0.857 | 309    | 240    | 1.288  |
| 4   | Estrela do Norte/Ulbra | 3   | 4     | 1     | 3     | 1          | 0          | 0          | 0          | 2          | 1          | 5    | 9    | 0.556 | 304    | 274    | 1.109  |
| 5   | Phoenix Vôlei/Meiva    | 0   | 4     | 0     | 4     | 0          | 0          | 0          | 0          | 0          | 4          | 0    | 12   | 0,000 | 0      | 300    | 0,000  |

 Nota: Phoenix Vôlei/Meiva desistiu da competição.
| Data   | Hora  |                        | Placar |                        | Set 1 | Set 2 | Set 3 | Set 4 | Set 5 | Total | Relatório |
| ------ | ----- | ---------------------- | ------ | ---------------------- | ----- | ----- | ----- | ----- | ----- | ----- | --------- |
| 01 nov | 17:00 | Cidade Viva Vôlei      | 3–0    | Phoenix Vôlei/Meiva    | 25–0  | 25–0  | 25–0  |       |       | 75–0  |           |
| 01 nov | 19:00 | Voleibol Alta Floresta | 3–0    | Apade Vôlei            | 25–22 | 25–21 | 25–19 |       |       | 75–62 |           |
| 02 nov | 17:00 | Estrela do Norte/Ulbra | 1–3    | Cidade Viva Vôlei      | 25–23 | 19–25 | 23–25 | 15–25 |       | 82–98 |           |
| 02 nov | 19:00 | Voleibol Alta Floresta | 3–0    | Phoenix Vôlei/Meiva    | 25–0  | 25–0  | 25–0  |       |       | 75–0  |           |
| 03 nov | 17:00 | Phoenix Vôlei/Meiva    | 0–3    | Estrela do Norte/Ulbra | 0–25  | 0–25  | 0–25  |       |       | 0–75  |           |
| 03 nov | 18:00 | Cidade Viva Vôlei      | 0–3    | Apade Vôlei            | 22–25 | 28–30 | 22–25 |       |       | 72–80 |           |
| 03 nov | 20:00 | Voleibol Alta Floresta | 3–0    | Estrela do Norte/Ulbra | 28–26 | 25–19 | 25–12 |       |       | 78–57 |           |
| 04 nov | 18:00 | Apade Vôlei            | 3–1    | Estrela do Norte/Ulbra | 25–19 | 25–23 | 23–25 | 25–23 |       | 98–90 |           |
| 04 nov | 20:00 | Voleibol Alta Floresta | 3–0    | Cidade Viva Vôlei      | 25–16 | 28–26 | 25–22 |       |       | 78–64 | Relatório |
| 05 nov | 17:00 | Apade Vôlei            | 3–0    | Phoenix Vôlei/Meiva    | 25–0  | 25–0  | 25–0  |       |       | 75–0  |           |

### Sede Brasília
|     |                            |     | Jogos | Jogos | Jogos | Resultados | Resultados | Resultados | Resultados | Resultados | Resultados | Sets | Sets | Sets  | Pontos | Pontos | Pontos |
| Pos | Equipe                     | Pts | T     | V     | D     | 3–0        | 3–1        | 3–2        | 2–3        | 1–3        | 0–3        | V    | P    | R     | V      | P      | R      |
| --- | -------------------------- | --- | ----- | ----- | ----- | ---------- | ---------- | ---------- | ---------- | ---------- | ---------- | ---- | ---- | ----- | ------ | ------ | ------ |
| 1   | Brasília Vôlei             | 14  | 5     | 5     | 0     | 2          | 2          | 1          | 0          | 0          | 0          | 15   | 4    | 3.750 | 469    | 425    | 1.104  |
| 2   | UNIRV/AERV                 | 10  | 5     | 4     | 1     | 2          | 0          | 2          | 0          | 1          | 0          | 13   | 7    | 1.857 | 499    | 429    | 1.163  |
| 3   | Kandangos Vôlei            | 8   | 5     | 3     | 2     | 2          | 0          | 1          | 0          | 2          | 0          | 11   | 8    | 1.375 | 437    | 425    | 1.028  |
| 4   | Mais Vôlei Brasília/Olimpo | 6   | 5     | 2     | 3     | 1          | 0          | 1          | 1          | 0          | 2          | 8    | 11   | 0.727 | 382    | 422    | 0.905  |
| 5   | ACE/Aparecida Vôlei        | 6   | 5     | 1     | 4     | 0          | 1          | 0          | 3          | 0          | 1          | 9    | 13   | 0.692 | 487    | 486    | 1.002  |
| 5   | Real Brasiliense           | 1   | 5     | 0     | 5     | 0          | 0          | 0          | 1          | 1          | 3          | 3    | 15   | 0.200 | 347    | 434    | 0.800  |

| Data   | Hora  |                            | Placar |                            | Set 1 | Set 2 | Set 3 | Set 4 | Set 5 | Total   | Relatório |
| ------ | ----- | -------------------------- | ------ | -------------------------- | ----- | ----- | ----- | ----- | ----- | ------- | --------- |
| 01 nov | 15:00 | Brasília Vôlei             | 3–1    | Kandangos Vôlei            | 27–25 | 20–25 | 25–23 | 25–23 |       | 97–96   |           |
| 01 nov | 17:30 | ACE/Aparecida Vôlei        | 2–3    | UNIRV/AERV                 | 23–25 | 30–28 | 16–25 | 25–21 | 11–15 | 105–114 |           |
| 01 nov | 20:00 | Real Brasiliense           | 2–3    | Mais Vôlei Brasília/Olimpo | 25–23 | 20–25 | 18–25 | 25–18 | 10–15 | 98–106  |           |
| 02 nov | 15:00 | Brasília Vôlei             | 3–0    | Real Brasiliense           | 25–19 | 27–25 | 25–18 |       |       | 77–62   |           |
| 02 nov | 17:30 | UNIRV/AERV                 | 3–2    | Mais Vôlei Brasília/Olimpo | 25–17 | 17–25 | 23–25 | 25–13 | 15–6  | 105–86  |           |
| 02 nov | 20:00 | ACE/Aparecida Vôlei        | 2–3    | Kandangos Vôlei            | 23–25 | 25–18 | 25–22 | 25–27 | 12–15 | 110–107 |           |
| 03 nov | 15:00 | Brasília Vôlei             | 3–2    | ACE/Aparecida Vôlei        | 25–20 | 21–25 | 20–25 | 25–18 | 17–15 | 108–103 |           |
| 03 nov | 17:30 | Mais Vôlei Brasília/Olimpo | 0–3    | Kandangos Vôlei            | 15–25 | 18–25 | 22–25 |       |       | 55–75   |           |
| 03 nov | 20:00 | UNIRV/AERV                 | 3–0    | Real Brasiliense           | 25–14 | 25–14 | 25–15 |       |       | 75–43   |           |
| 04 nov | 15:00 | Kandangos Vôlei            | 3–0    | Real Brasiliense           | 25–19 | 25–23 | 25–20 |       |       | 75–62   |           |
| 04 nov | 17:30 | Mais Vôlei Brasília/Olimpo | 3–0    | ACE/Aparecida Vôlei        | 25–22 | 25–23 | 25–23 |       |       | 75–68   |           |
| 04 nov | 20:00 | Brasília Vôlei             | 3–1    | UNIRV/AERV                 | 34–36 | 27–25 | 25–20 | 25–23 |       | 111–104 |           |
| 05 nov | 15:00 | Real Brasiliense           | 1–3    | ACE/Aparecida Vôlei        | 17–25 | 28–26 | 19–25 | 18–25 |       | 82–101  |           |
| 05 nov | 17:30 | Kandangos Vôlei            | 1–3    | UNIRV/AERV                 | 18–25 | 25–23 | 15–25 | 26–28 |       | 84–101  |           |
| 05 nov | 20:00 | Brasília Vôlei             | 3–0    | Mais Vôlei Brasília/Olimpo | 25–17 | 25–19 | 26–24 |       |       | 76–60   | Relatório |

### Sede Natal
Grupo A
|     |                        |     | Jogos | Jogos | Jogos | Resultados | Resultados | Resultados | Resultados | Resultados | Resultados | Sets | Sets | Sets  | Pontos | Pontos | Pontos |
| Pos | Equipe                 | Pts | T     | V     | D     | 3–0        | 3–1        | 3–2        | 2–3        | 1–3        | 0–3        | V    | P    | R     | V      | P      | R      |
| --- | ---------------------- | --- | ----- | ----- | ----- | ---------- | ---------- | ---------- | ---------- | ---------- | ---------- | ---- | ---- | ----- | ------ | ------ | ------ |
| 1   | Vôlei Shiro            | 9   | 3     | 3     | 0     | 2          | 1          | 0          | 0          | 0          | 0          | 9    | 1    | 9,000 | 253    | 210    | 1.205  |
| 2   | AABB São Luis          | 3   | 3     | 1     | 2     | 1          | 0          | 0          | 0          | 1          | 1          | 4    | 6    | 0.667 | 219    | 238    | 0.920  |
| 3   | Clube Campestre        | 3   | 3     | 1     | 2     | 0          | 1          | 0          | 0          | 1          | 1          | 4    | 7    | 0.571 | 263    | 264    | 0.996  |
| 4   | URFN/Alecrim/Afravôlei | 3   | 3     | 1     | 2     | 0          | 1          | 0          | 0          | 1          | 1          | 4    | 7    | 0.571 | 244    | 267    | 0.914  |

| Data   | Hora  |                        | Placar |                        | Set 1 | Set 2 | Set 3 | Set 4 | Set 5 | Total  | Relatório |
| ------ | ----- | ---------------------- | ------ | ---------------------- | ----- | ----- | ----- | ----- | ----- | ------ | --------- |
| 01 nov | 16:00 | URFN/Alecrim/Afravôlei | 1–3    | Clube Campestre        | 19–25 | 28–26 | 20–25 | 20–25 |       | 87–101 |           |
| 01 nov | 20:00 | Vôlei Shiro            | 3–0    | AABB São Luis          | 25–17 | 25–17 | 25–20 |       |       | 75–54  |           |
| 02 nov | 18:00 | URFN/Alecrim/Afravôlei | 3–1    | AABB São Luis          | 25–21 | 25–16 | 15–25 | 27–25 |       | 92–87  |           |
| 03 nov | 20:00 | Vôlei Shiro            | 3–1    | Clube Campestre        | 25–22 | 25–23 | 24–26 | 25–20 |       | 99–91  |           |
| 04 nov | 18:00 | Clube Campestre        | 0–3    | AABB São Luis          | 22–25 | 24–26 | 25–27 |       |       | 71–78  |           |
| 05 nov | 20:00 | Vôlei Shiro            | 3–0    | URFN/Alecrim/Afravôlei | 25–21 | 29–27 | 25–17 |       |       | 79–65  |           |

Grupo B
|     |                       |     | Jogos | Jogos | Jogos | Resultados | Resultados | Resultados | Resultados | Resultados | Resultados | Sets | Sets | Sets  | Pontos | Pontos | Pontos |
| Pos | Equipe                | Pts | T     | V     | D     | 3–0        | 3–1        | 3–2        | 2–3        | 1–3        | 0–3        | V    | P    | R     | V      | P      | R      |
| --- | --------------------- | --- | ----- | ----- | ----- | ---------- | ---------- | ---------- | ---------- | ---------- | ---------- | ---- | ---- | ----- | ------ | ------ | ------ |
| 1   | Sana Volley           | 11  | 4     | 4     | 0     | 3          | 0          | 1          | 0          | 0          | 0          | 12   | 2    | 6,000 | 330    | 271    | 1.218  |
| 2   | Team Vini Vôlei       | 10  | 4     | 3     | 1     | 3          | 0          | 0          | 1          | 0          | 0          | 11   | 3    | 3.667 | 331    | 258    | 1.283  |
| 3   | Desportivo Pernambuco | 6   | 4     | 2     | 2     | 2          | 0          | 0          | 0          | 0          | 2          | 6    | 6    | 1,000 | 279    | 267    | 1.045  |
| 4   | Desportivo Rio Grande | 3   | 4     | 1     | 3     | 1          | 0          | 0          | 0          | 0          | 3          | 3    | 9    | 0.333 | 254    | 282    | 0.901  |
| 5   | Santa Cruz Vôlei      | 0   | 4     | 0     | 4     | 0          | 0          | 0          | 0          | 0          | 4          | 0    | 12   | 0,000 | 205    | 302    | 0.679  |

| Data   | Hora  |                       | Placar |                       | Set 1 | Set 2 | Set 3 | Set 4 | Set 5 | Total   | Relatório |
| ------ | ----- | --------------------- | ------ | --------------------- | ----- | ----- | ----- | ----- | ----- | ------- | --------- |
| 01 nov | 14:00 | Santa Cruz Vôlei      | 0–3    | Desportivo Pernambuco | 18–25 | 20–25 | 20–25 |       |       | 58–75   |           |
| 01 nov | 18:00 | Desportivo Rio Grande | 0–3    | Sana Volley           | 19–25 | 17–25 | 20–25 |       |       | 56–75   |           |
| 02 nov | 16:00 | Team Vini Vôlei       | 2–3    | Sana Volley           | 21–25 | 25–16 | 25–23 | 21–25 | 14–16 | 106–105 |           |
| 02 nov | 20:00 | Desportivo Rio Grande | 3–0    | Santa Cruz Vôlei      | 25–19 | 27–25 | 25–13 |       |       | 77–57   |           |
| 03 nov | 16:00 | Santa Cruz Vôlei      | 0–3    | Team Vini Vôlei       | 13–25 | 11–25 | 19–25 |       |       | 43–75   |           |
| 03 nov | 18:00 | Desportivo Rio Grande | 0–3    | Desportivo Pernambuco | 19–25 | 18–25 | 22–25 |       |       | 59–75   |           |
| 04 nov | 16:00 | Team Vini Vôlei       | 3–0    | Desportivo Pernambuco | 25–21 | 25–23 | 25–23 |       |       | 75–67   |           |
| 04 nov | 20:00 | Sana Volley           | 3–0    | Santa Cruz Vôlei      | 25–13 | 25–18 | 25–16 |       |       | 75–47   |           |
| 05 nov | 16:00 | Desportivo Pernambuco | 0–3    | Sana Volley           | 19–25 | 22–25 | 21–25 |       |       | 62–75   |           |
| 05 nov | 18:00 | Desportivo Rio Grande | 0–3    | Team Vini Vôlei       | 13–25 | 14–25 | 16–25 |       |       | 43–75   |           |

#### Semifinais
| Data   | Hora  |             | Placar |                 | Set 1 | Set 2 | Set 3 | Set 4 | Set 5 | Total   | Relatório |
| ------ | ----- | ----------- | ------ | --------------- | ----- | ----- | ----- | ----- | ----- | ------- | --------- |
| 06 nov | 18:00 | Sana Volley | 0–3    | AABB São Luis   | 18–25 | 23–25 | 24–26 |       |       | 65–76   |           |
| 06 nov | 20:00 | Vôlei Shiro | 3–2    | Team Vini Vôlei | 25–21 | 18–25 | 25–22 | 23–25 | 15–11 | 106–104 |           |

#### Disputa pelo 3º Lugar
| Data   | Hora  |             | Placar |                 | Set 1 | Set 2 | Set 3 | Set 4 | Set 5 | Total  | Relatório |
| ------ | ----- | ----------- | ------ | --------------- | ----- | ----- | ----- | ----- | ----- | ------ | --------- |
| 07 nov | 18:00 | Sana Volley | 1–3    | Team Vini Vôlei | 23–25 | 27–25 | 21–25 | 22–25 |       | 93–100 |           |

#### Final
| Data   | Hora  |               | Placar |             | Set 1 | Set 2 | Set 3 | Set 4 | Set 5 | Total | Relatório |
| ------ | ----- | ------------- | ------ | ----------- | ----- | ----- | ----- | ----- | ----- | ----- | --------- |
| 07 nov | 20:00 | AABB São Luis | 0–3    | Vôlei Shiro | 19–25 | 22–25 | 16–25 |       |       | 57–75 | Relatório |

### Sede Maringá
|     |                      |     | Jogos | Jogos | Jogos | Resultados | Resultados | Resultados | Resultados | Resultados | Resultados | Sets | Sets | Sets  | Pontos | Pontos | Pontos |
| Pos | Equipe               | Pts | T     | V     | D     | 3–0        | 3–1        | 3–2        | 2–3        | 1–3        | 0–3        | V    | P    | R     | V      | P      | R      |
| --- | -------------------- | --- | ----- | ----- | ----- | ---------- | ---------- | ---------- | ---------- | ---------- | ---------- | ---- | ---- | ----- | ------ | ------ | ------ |
| 1   | Maringá Vôlei/Unimed | 14  | 5     | 5     | 0     | 3          | 1          | 1          | 0          | 0          | 0          | 15   | 3    | 5,000 | 425    | 368    | 1.155  |
| 2   | Climed/Atibaia       | 12  | 5     | 4     | 1     | 1          | 3          | 0          | 0          | 1          | 0          | 13   | 6    | 2.167 | 469    | 430    | 1.091  |
| 3   | Flamengo Vôlei       | 7   | 5     | 2     | 3     | 1          | 1          | 0          | 1          | 1          | 1          | 9    | 10   | 0.900 | 425    | 418    | 1.017  |
| 4   | Iacanga Vôlei/PM/IFC | 6   | 5     | 2     | 3     | 0          | 1          | 1          | 1          | 2          | 0          | 10   | 12   | 0.833 | 465    | 472    | 0.985  |
| 5   | Capixaba Vôlei       | 6   | 5     | 2     | 3     | 1          | 1          | 0          | 0          | 2          | 1          | 8    | 10   | 0.800 | 416    | 407    | 1.022  |
| 6   | Itapema Vôlei        | 0   | 5     | 0     | 5     | 0          | 0          | 0          | 0          | 1          | 4          | 1    | 15   | 0.067 | 306    | 411    | 0.745  |

| Data   | Hora  |                      | Placar |                      | Set 1 | Set 2 | Set 3 | Set 4 | Set 5 | Total   | Relatório |
| ------ | ----- | -------------------- | ------ | -------------------- | ----- | ----- | ----- | ----- | ----- | ------- | --------- |
| 07 nov | 15:00 | Itapema Vôlei        | 0–3    | Capixaba Vôlei       | 30–32 | 19–25 | 17–25 |       |       | 66–82   |           |
| 07 nov | 17:00 | Flamengo Vôlei       | 2–3    | Iacanga Vôlei/PM/IFC | 25–22 | 15–25 | 20–25 | 25–18 | 10–15 | 95–105  |           |
| 07 nov | 20:00 | Maringá Vôlei/Unimed | 3–1    | Climed/Atibaia       | 25–22 | 19–25 | 25–22 | 25–21 |       | 94–90   |           |
| 08 nov | 15:00 | Capixaba Vôlei       | 3–1    | Iacanga Vôlei/PM/IFC | 25–11 | 23–25 | 25–17 | 25–17 |       | 98–70   |           |
| 08 nov | 17:00 | Itapema Vôlei        | 0–3    | Climed/Atibaia       | 17–25 | 24–26 | 21–25 |       |       | 62–76   |           |
| 08 nov | 20:00 | Maringá Vôlei/Unimed | 3–0    | Flamengo Vôlei       | 25–21 | 25–20 | 26–24 |       |       | 76–65   |           |
| 09 nov | 15:00 | Iacanga Vôlei/PM/IFC | 1–3    | Climed/Atibaia       | 15–25 | 21–25 | 25–23 | 23–25 |       | 84–98   |           |
| 09 nov | 17:00 | Capixaba Vôlei       | 1–3    | Flamengo Vôlei       | 21–25 | 25–19 | 21–25 | 18–25 |       | 85–94   |           |
| 09 nov | 20:00 | Maringá Vôlei/Unimed | 3–0    | Itapema Vôlei        | 25–14 | 25–23 | 25–16 |       |       | 75–53   |           |
| 10 nov | 15:00 | Climed/Atibaia       | 3–1    | Flamengo Vôlei       | 26–24 | 27–29 | 25–22 | 25–21 |       | 103–96  |           |
| 10 nov | 17:00 | Iacanga Vôlei/PM/IFC | 3–1    | Itapema Vôlei        | 25–21 | 28–30 | 25–11 | 25–14 |       | 103–76  |           |
| 10 nov | 20:00 | Maringá Vôlei/Unimed | 3–0    | Capixaba Vôlei       | 25–17 | 25–21 | 25–19 |       |       | 75–57   |           |
| 11 nov | 14:00 | Flamengo Vôlei       | 3–0    | Itapema Vôlei        | 25–16 | 25–19 | 25–14 |       |       | 75–49   |           |
| 11 nov | 16:00 | Climed/Atibaia       | 3–1    | Capixaba Vôlei       | 25–23 | 27–29 | 25–21 | 25–21 |       | 102–94  |           |
| 11 nov | 18:30 | Maringá Vôlei/Unimed | 3–2    | Iacanga Vôlei/PM/IFC | 25–23 | 23–25 | 17–25 | 25–18 | 15–12 | 105–103 | Relatório |

### Sede São Sebastião
|     |                             |     | Jogos | Jogos | Jogos | Resultados | Resultados | Resultados | Resultados | Resultados | Resultados | Sets | Sets | Sets  | Pontos | Pontos | Pontos |
| Pos | Equipe                      | Pts | T     | V     | D     | 3–0        | 3–1        | 3–2        | 2–3        | 1–3        | 0–3        | V    | P    | R     | V      | P      | R      |
| --- | --------------------------- | --- | ----- | ----- | ----- | ---------- | ---------- | ---------- | ---------- | ---------- | ---------- | ---- | ---- | ----- | ------ | ------ | ------ |
| 1   | Juiz de Fora Vôlei          | 12  | 4     | 4     | 0     | 4          | 0          | 0          | 0          | 0          | 0          | 12   | 0    | MAX   | 300    | 157    | 1.911  |
| 2   | São Sebastião/Instituto Obi | 8   | 4     | 3     | 1     | 2          | 0          | 1          | 0          | 0          | 1          | 9    | 5    | 1.800 | 315    | 230    | 1.370  |
| 3   | EC Praia Grande             | 6   | 4     | 2     | 2     | 1          | 0          | 1          | 1          | 0          | 1          | 8    | 8    | 1,000 | 337    | 292    | 1.154  |
| 4   | Fundesport/Araraquara       | 4   | 4     | 1     | 3     | 1          | 0          | 0          | 1          | 0          | 2          | 5    | 9    | 0.556 | 287    | 260    | 1.104  |
| 5   | Itapagipe                   | 0   | 4     | 0     | 4     | 0          | 0          | 0          | 0          | 0          | 4          | 0    | 12   | 0,000 | 0      | 300    | 0,000  |

 Nota: Prefeitura Municipal de Itapagipe desistiu da competição.
| Data   | Hora  |                       | Placar |                       | Set 1 | Set 2 | Set 3 | Set 4 | Set 5 | Total   | Relatório |
| ------ | ----- | --------------------- | ------ | --------------------- | ----- | ----- | ----- | ----- | ----- | ------- | --------- |
| 11 nov | 16:00 | Itapagipe             | 0–3    | EC Praia Grande       | 0–25  | 0–25  | 0–25  |       |       | 0–75    |           |
| 11 nov | 18:00 | São Sebastião/Obi     | 3–0    | Fundesport/Araraquara | 25–17 | 25–16 | 25–20 |       |       | 75–53   |           |
| 12 nov | 16:00 | Juiz de Fora Vôlei    | 3–0    | Fundesport/Araraquara | 25–18 | 25–22 | 25–11 |       |       | 75–51   |           |
| 12 nov | 18:00 | São Sebastião/Obi     | 3–0    | Itapagipe             | 25–0  | 25–0  | 25–0  |       |       | 75–0    |           |
| 13 nov | 16:00 | Itapagipe             | 0–3    | Juiz de Fora Vôlei    | 0–25  | 0–25  | 0–25  |       |       | 0–75    |           |
| 13 nov | 18:00 | São Sebastião/Obi     | 3–2    | EC Praia Grande       | 23–25 | 25–22 | 21–25 | 25–19 | 15–11 | 109–102 |           |
| 14 nov | 16:00 | Juiz de Fora Vôlei    | 3–0    | EC Praia Grande       | 25–13 | 25–19 | 25–18 |       |       | 75–50   |           |
| 14 nov | 18:00 | Fundesport/Araraquara | 3–0    | Itapagipe             | 25–0  | 25–0  | 25–0  |       |       | 75–0    |           |
| 15 nov | 16:00 | EC Praia Grande       | 3–2    | Fundesport/Araraquara | 25–22 | 19–25 | 25–23 | 26–28 | 15–10 | 110–108 |           |
| 15 nov | 18:00 | São Sebastião/Obi     | 0–3    | Juiz de Fora Vôlei    | 18–25 | 21–25 | 17–25 |       |       | 56–75   | Relatório |

## Equipes classificadas para a Superliga Série B 2024
As seguintes equipes conquistaram o direito ao acesso:
| Equipe                 | Cidade         |
| ---------------------- | -------------- |
| Sada Cruzeiro Vôlei    | Belo Horizonte |
| Voleibol Alta Floresta | Alta Floresta  |
| Vôlei Shiro            | Natal          |
| Brasília Vôlei         | Brasília       |
| Maringá Vôlei/Unimed   | Maringá        |
| Juiz de Fora Vôlei     | Juiz de Fora   |